# 爱尔兰风笛
爱尔兰风笛（Uilleann pipes，/ˈɪlən, ˈɪljən/，愛爾蘭語：[ˈɪl̠ʲən̪ˠ] 美式英语读音ⓘ）是爱尔兰的民族特色风笛。早期在英语中被称为“union pipes”。目前正式的名称翻译自爱尔兰语“píobaí uilleann”（意味手肘之笛）。在20世纪之前，其名称并未有任何历史记录，直至W. H. Grattan Flood为其命名并使用至今。

## 乐器子类
完整的全组爱尔兰风笛包括发声管，蜂鸣管和调节器三部分。半组风笛则缺少调节器，而练习用风笛则仅有发声管。三种用途的风笛均可在专业演奏中被使用。

### 练习用风笛
由于乐器的复杂性，初学者通常从练习用风笛开始。